# Baeonoma holarga
Baeonoma holarga es una especie de polilla del género Baeonoma, orden Lepidoptera.
Fue descrita científicamente por Meyrick en 1916.

## Descripción
Su envergadura es de 19 mm.

## Distribución
Se encuentra en Guayana Francesa.